# Dennis Farina
Dennis Farina (Chicago, 29 de febrero de 1944-Scottsdale, Arizona, 22 de julio de 2013) fue un actor de cine y televisión estadounidense. Era un actor usualmente estereotipado como mafioso o policía.

## Biografía
Farina nació en Chicago, Illinois, de padres italoestadounidenses; Yolanda, ama de casa, y Joseph Farina, un doctor de origen siciliano. Fue criado en una familia grande con tres hermanos y tres hermanas.

## Vida privada
Farina era padre de tres hijos: Dennis, Joseph y Michael, producto de su matrimonio. Fue oficial del Departamento de Policía de Chicago desde 1967 hasta 1985. Cuando abandonó el cuerpo comenzó a trabajar como detective. Tenía una nieta, Bryona, y tres nietos, Michael, Matthew y Eric. Durante su vida fue fanático de los Chicago Cubs e interpretó a un «ávido fan», junto a Dennis Franz, en la obra teatral The Bleacher Bums por varios años.
Falleció el 22 de julio de 2013, a la edad de 69 años debido a una embolia pulmonar.

## Filmografía
| Año  | Título                             | Personaje                    | Observaciones                   |
| ---- | ---------------------------------- | ---------------------------- | ------------------------------- |
| 1981 | Thief                              | Carl                         |                                 |
| 1985 | Code of Silence                    | Dorato                       |                                 |
| 1986 | Manhunter                          | Jack Crawford                |                                 |
| 1986 | Jo Jo Dancer, Your Life Is Calling | Freddy                       |                                 |
| 1988 | Midnight Run                       | Jimmy Serrano                |                                 |
| 1991 | Men of Respect                     | Bankie Como                  |                                 |
| 1992 | Mac                                | Sr. Stunder                  |                                 |
| 1992 | Street Crimes                      | Brian                        |                                 |
| 1992 | We're Talking Serious Money        | Sal                          |                                 |
| 1993 | Striking Distance                  | Capitán Nick Detillo         |                                 |
| 1993 | Romeo Is Bleeding                  | Nick Gazzara                 |                                 |
| 1993 | Another Stakeout                   | Brian O'Hara                 |                                 |
| 1994 | Little Big League                  | George O'Farrell             |                                 |
| 1995 | Get Shorty                         | Ray «Bones» Barboni          | American Comedy Award (ganador) |
| 1996 | Eddie                              | Entrenador John Bailey       |                                 |
| 1997 | Bella Mafia                        | Don Roberto Luciano          |                                 |
| 1997 | That Old Feeling                   | Dan De Mora                  |                                 |
| 1998 | Saving Private Ryan                | Teniente coronel Anderson    |                                 |
| 1998 | Out of Sight                       | Marshall Sisco               |                                 |
| 1999 | The Mod Squad                      | Capitán Adam Greer           |                                 |
| 2000 | Snatch                             | Abraham «Primo Avi» Denovitz |                                 |
| 2000 | Preston Tylk                       | Dick Muller                  |                                 |
| 2000 | Reindeer Games                     | Jack Bangs                   |                                 |
| 2001 | Sidewalks of New York              | Carpo                        |                                 |
| 2002 | Stealing Harvard                   | Sr. Warner                   |                                 |
| 2002 | Big Trouble                        | Henry DeSalvo                |                                 |
| 2002 | That Old Feeling                   |                              |                                 |
| 2004 | Scrambled Eggs                     | Dr. Carlson                  |                                 |
| 2004 | Paparazzi                          | Detective Burton             |                                 |
| 2007 | National Lampoon's Bag Boy         | Marty Engstrom               |                                 |
| 2007 | The Grand                          | L.B.J. Deuce Fairbanks       |                                 |
| 2007 | Purple Violets                     | Gilmore                      |                                 |
| 2007 | You Kill Me                        | Edward O'Leary               |                                 |
| 2008 | What Happens in Vegas              | Banger                       |                                 |
| 2010 | Knucklehead                        | Memphis Earl                 |                                 |
| 2011 | Last Rites of Joe May              | Joe May                      |                                 |

## Televisión
| Año       | Título                              | Rol                                    | Notas                                                                              |
| --------- | ----------------------------------- | -------------------------------------- | ---------------------------------------------------------------------------------- |
| 1983      | Through Naked Eyes                  | Patrullero                             |                                                                                    |
| 1984      | Hard Knox                           |                                        |                                                                                    |
| 1985      | Final Jeopardy                      | Policía # 2                            |                                                                                    |
| 1985      | Remington Steele                    | Cop                                    | Episodio: «Steele Trying»                                                          |
| 1985      | Hunter                              | Vic Terranova                          | Episodio: «The Snow Queen Parte 1» Episodio: «The Snow Queen Parte 2»              |
| 1985      | Hardcastle and McCormick            | Ed Coley                               | Episodio: «Clandestino McCormick»                                                  |
| 1985      | The Killing Floor                   | Supervisor                             |                                                                                    |
| 1986      | Crime Story                         | Teniente Mike Torello                  |                                                                                    |
| 1986      | Triplecross                         | Veteran Cop, Ernie                     |                                                                                    |
| 1986      | Lady Blue                           | Joe Kaufman                            | Episodio: «Sylvie»                                                                 |
| 1986      | The Birthday Boy                    |                                        |                                                                                    |
| 1987      | Six Against the Rock                | Robert Stroud                          |                                                                                    |
| 1986-1988 | Crime Story                         | Teniente Mike Torello                  |                                                                                    |
| 1988      | Open Admissions                     | Fred                                   |                                                                                    |
| 1989      | The Case of the Hillside Stranglers | Angelo Buono                           |                                                                                    |
| 1989      | China Beach                         | Teniente coronel Edward Edward Vincent | Episodio: «All About E.E.V.»                                                       |
| 1984-1989 | Miami Vice                          | Albert Lombard                         | Episodio: «One Eyed Jack» Episodio: «Lombard» Episodio: «World of Trouble Lombard» |
| 1990      | People Like Us                      | Elias Renthall                         |                                                                                    |
| 1990      | Blind Faith                         | Prosecutor Kelly                       |                                                                                    |
| 1992      | Tales from the Crypt                | Antoine                                | Episodio: «Werewolf Concerto»                                                      |
| 1992      | Cruel Doubt                         | Tom Brereton                           |                                                                                    |
| 1992      | Drug Wars: The Cocaine Cartel       | Mike Cerone                            |                                                                                    |
| 1993      | A Stranger in the Mirror            |                                        |                                                                                    |
| 1993      | The Disappearance of Nora           | Denton                                 |                                                                                    |
| 1994      | The Corpse Had a Familiar Face      | Detective Harry Lindstrom              |                                                                                    |
| 1994      | One Woman's Courage                 | Craig McKenna                          |                                                                                    |
| 1995      | Perfect Crimes                      | Armando Zarro                          |                                                                                    |
| 1995      | Bonanza: Under Attack               | Charley Siringo                        |                                                                                    |
| 1995      | Out of Annie's Past                 | Charlie Ingle                          |                                                                                    |
| 1997      | Bella Mafia                         | Don Roberto Luciano                    |                                                                                    |
| 1998      | Buddy Faro                          | Buddy Faro                             |                                                                                    |
| 2002-2003 | In-Laws                             | Victor Pellet                          |                                                                                    |
| 2005      | Empire Falls                        | Walt Comeau                            |                                                                                    |
| 2005      | Law & Order: Trial by Jury          | Det. Joe Fontana                       | Episodio: «Skeleton»                                                               |
| 2005      | Justice League Unlimited            | Wildcat                                | Episodio: «The Cat and the Canary»                                                 |
| 2004-2006 | Law & Order                         | Detective Joe Fontana                  |                                                                                    |
| 2011-2012 | Luck                                | Gus Demitriou                          |                                                                                    |
| 2012-2013 | New Girl                            | Walt Miller                            |                                                                                    |